# Знак «Шахтарська доблесть»

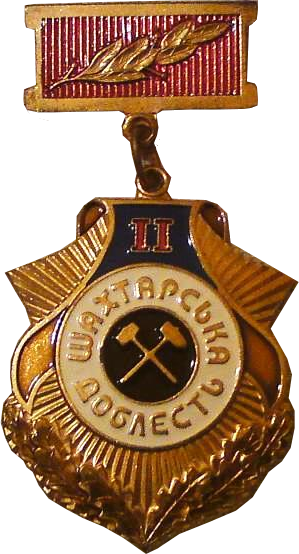
Знак «Шахтарська доблесть» ІІ ступеня

Знак «Шахта́рська до́блесть» — нагрудний знак трьох ступенів, встановлений Наказом десятого Міністра вугільної промисловості України Ю. О. Русанцова від 21 лютого 1996 року № 58.
Чинне положення про нагрудний знак «Шахтарська доблесть» та опис затверджені Наказом Міністерства вугільної промисловості України від 7 лютого 2006 року № 82 "Про приведення наказу «Об учреждении отраслевых нагрудных знаков „Шахтерская доблесть“» у відповідність до нормативних актів України".

## Положення про знак
Знаком «Шахтарська доблесть» нагороджуються працівники державних підприємств, господарських товариств, виробничих об'єднань, організацій та установ, що належать до сфери управління Міністерства вугільної промисловості України, за високі досягнення в праці та особистий внесок у розвиток галузі. Знак «Шахтарська доблесть» має три ступені, з яких найвищим є перший. Нагородження провадиться послідовно: знаком III ступеня, знаком II ступеня, знаком I ступеня.
Нагородження знаками «Шахтарська доблесть» провадиться наказом Міністерства вугільної промисловості України на підставі клопотань підприємств, організацій та установ, що належать до сфери управління міністерства. Працівникам, нагородженим знаком «Шахтарська доблесть», вручається нагрудний знак встановленого зразка, видається посвідчення на право його носіння, у трудову книжку вноситься відповідний запис із вказівкою дати і номера наказу про нагородження.

## Опис нагрудного знаку
Нагрудний знак «Шахтарська доблесть» носиться на правій стороні грудей. Нагрудний знак має видовжену форму і золотистий колір, у верхній частині зображено сонячні промені, в центрі розміщено: зображення шахтарської символіки — два схрещених молотки золотистого кольору на чорному фоні, по колу на білому полі надпис золотистими літерами «Шахтарська доблесть», по обидва боки нижньої частини знака зображено дубове  листя. У верхній частині, вкритій емаллю: I ступінь — білого кольору, II — синього, III — червоного, позначено ступінь знака (I, II — червоного, III — білого кольору).
Нагрудний знак з'єднується з колодкою за допомогою кільця з вушком. Внутрішня частина колодки рельєфна, вкрита емаллю червоного кольору із зображенням лаврової гілки золотистого кольору.